# Portland (Austrália)
Portland (em inglês: /ˈpɔrtlənd/) é uma cidade no estado australiano de Vitória, sendo a mais antiga localidade europeia no estado. É também o principal centro urbano no Shire de Glenelg, localizando-se na baía homônima.

## História
A baía foi nomeada em 1800 pelo navegador britânico James Grant, que na embarcação Lady Nelson ao longo da costa vitoriana: "eu também distingui a baía pelo nome de Baía de Portland, em homenagem a Sua Excelência, o Duque de Portland," escreveu Grant. A baía, a única de águas profundas entre Adelaide e Melbourne, oferece uma ancoragem protegida em meio ao mar frequentemente revolto do Estreito de Bass.
Em 1834, Edward Henty e sua família, que migraram da Inglaterra para a Austrália Ocidental em 1829 e dali para a Terra de Van Diemen transportaram parte de seu gado ao longo do Estreito em busca de melhores pastagens. Após uma viagem de 34 dias, o Thistle chegou à baía de Portland Bay em 19 de novembro de 1834. Edward Henty, com apenas 24 anos de idade, usando um arado construído por ele mesmo, foi o primeiro homem branco a realizar a agricultura em Vitória. A próxima viagem do Thistle trouxe o irmão de Edward, Francis, além de gado e suprimentos e num pequeno espaço de tempo casas foram erguidas e cercas, levantadas.
Na entrada de seu diário em 3 de dezembro de 1834, Henty escreveu:
| “ | Chegando às seis da tarde, o barco foi visto logo no meio do rio e começou a caminhada de três dias no mato, acompanhado por H Camfield, Wm Dutton, cinco homens, uma mulher negra e 14 cães, cada homem com uma arma e uma quantidade suficiente de suprimentos para a viagem. | ” |

Na entrada de 5 de dezembro, escreveu Henty:
| “ | Descendo o morro vimos um nativo. Ele correu imediatamente ao nos ver. Ele estava ocupado retirando goma das árvores. | ” |

Em Portland os Hentys foram "descobertos" pelo explorador Thomas Mitchell in 1836. A ocupação era ilegal, considerando-se que à epoca, a política do British Colonial Office era a de contenção dos assentamentos coloniais na Austrália dentro de limites geográficos. Em 1838, leilões de terras fora autorizados por Sydney e Charles Tyers fez o levantamento para estabelecer a localidade de Portland em 1839. Uma agência de correios foi aberta em 4 de dezembro de 1841, a terceira aberta na região de Port Phillip após Melbourne e Geelong.
Por volta de 1842 uma igreja presbiteriana foram fundadas pelo reverendo Rev. Alexander Laurie (c. 1817–1854), que mais tarde gerenciou o Portland Herald. Seus dois filhos e sua viúva fundaram mais tarde The Border Watch, em Mount Gambier, na Austrália Meridional.

### História Indígena

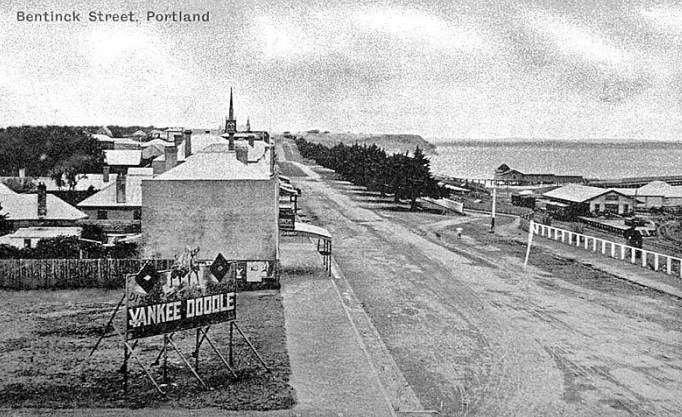
Rua Bentinck vista a partir da Rua Gawler.

Os Gunditjmara são os tradicionais ocupantes do sudoeste de Vitória, onde Portland agora se localiza. Enquanto os Hentys chegavam à costa de Portland em 19 de novembro de 1834,  Melbourne estava sendo fundada em 1835 por John Batman. A partir do assentamento formado em torno de Melbourne, conhecido como distrito de Port Phillip, obteve status administrativo antes da separação de Nova Gales do Sul e a declaração da Colônia de Vitória em 1851.
Outro incidente foi o massacre de Convincing Ground, ocorrido na baía de Portland em 1833 ou 1834, em função de uma disputa por uma baleia arrojada entre baleeiros e o clã Kilcarer gundidj do povo Gunditjmara.
O povo Gunditjmara permanece na região: são reconhecidos nos estudos científicos por seu pioneirismo na aquicultura no lago Condah. Resquícios físicos, tais como represas e armadilhas para peixes, ao sul de Hamilton. Diferentemente de vários grupos aborígenes, os Gunditjmara eram um grupo sedentário, que vivia em pequenas cabanas circulares de pedra. Os ancestrais dos Gunditjmara viviam em vila compostas por casas com paredes de pedra à prova d'água de um metro de altura, em meio a armadilhas para enguias e reservatórios para aquicultura no lago Condah, em apenas um hectare da fazenda Allambie, arqueólogos descobriram vestígios de 160 casas.
Em 30 de março de 2007, o povo Gunditjmara foi reconhecido judicialmente como proprietário de quase 140 000 hectares de Terras da Coroa e águas na região de Portland. Em 27 de julho de 2011, junto com o povo do Maar Ocidental, os Gunditjmara foram reconhecidos como detentores nativos de quase 4 000 hectares de Terras da Coroa na região de Yambuk, incluindo a Ilha de Lady Julia Percy, intitulada por eles como Deen Maar.

### Elevação a cidade
Portland foi proclamada como cidade em 28 de outubro de 1985, na presença de Suas Altezas, o Príncipe e a Princesa de Gales. Em 2015, Portland abrigava 10 700 habitantes.

## Economia

### Porto

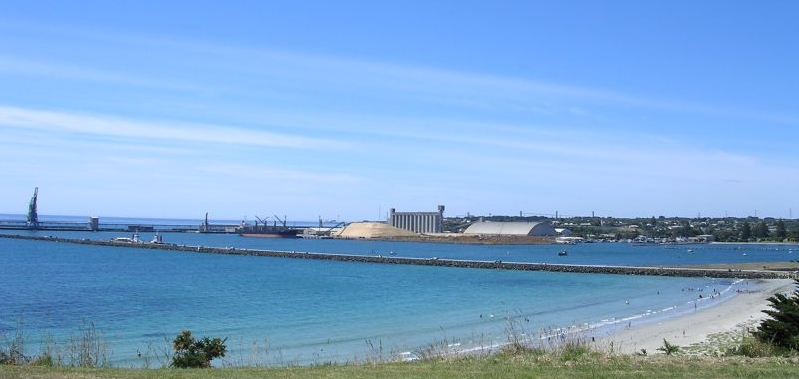
Baía, quebra-mar e baía de Portland.

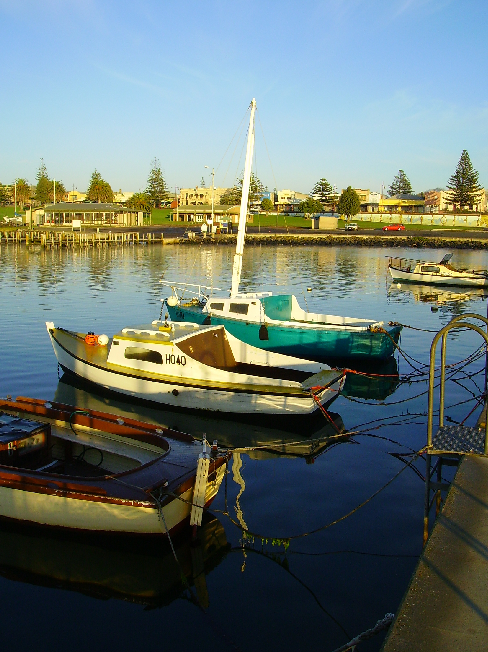
Marina na baía de Portland.

O porto de Portland recebeu auxílio através de fundos no valor de 18 milhões de dólares australianos, para melhorar o acesso ao porto ao tráfego marítimo de maior tonelagem, através da adoção de um plano para o desenvolvimento da estrutura portuária.

### Portland Aluminium
A empresa Alcoa é a maior exportadora em Vitória. E em Portland há uma fundição de alumínio, gerenciada pela Alcoa desde 1987, entre a Alcoa World Alumina and Chemicals e a Portland Aluminium (uma joint venture entre Alcoa, CITIC e Marubeni).
Composição acionária Portland Aluminium:
- Alcoa (55%)
- CITIC (22,5%)
- Marubeni (22,5%)

## Transporte

### Rodoviário
Portland está a 362 km a oeste de Melbourne através da Princes Highway. Conecta-se a Hamilton através da Henty Highway.

### Ferroviário
Portland é servida pela ferrovia de bitola padrão que a liga a Maroona, um ramal da Western standard gauge line. Até 1995 a linha tinha bitola larga, tendo sido aberta em 19 de dezembro de 1877.
O então ministro dos transportes Peter Batchelor promoveu a abertura de um viaduto na Rua Cliff, construído pela VicRoads em outubro de 2006. O governo comprometeu-se com o projeto em maio de 2003 e o trabalho começou em 2005. O viaduto permite o acesso contínuo do tráfego rodoviário e ferroviário ao porto, com o transporte de commodities, tais como grãos, fertilizantes, etc.

## Comunidade

### Arte e cultura

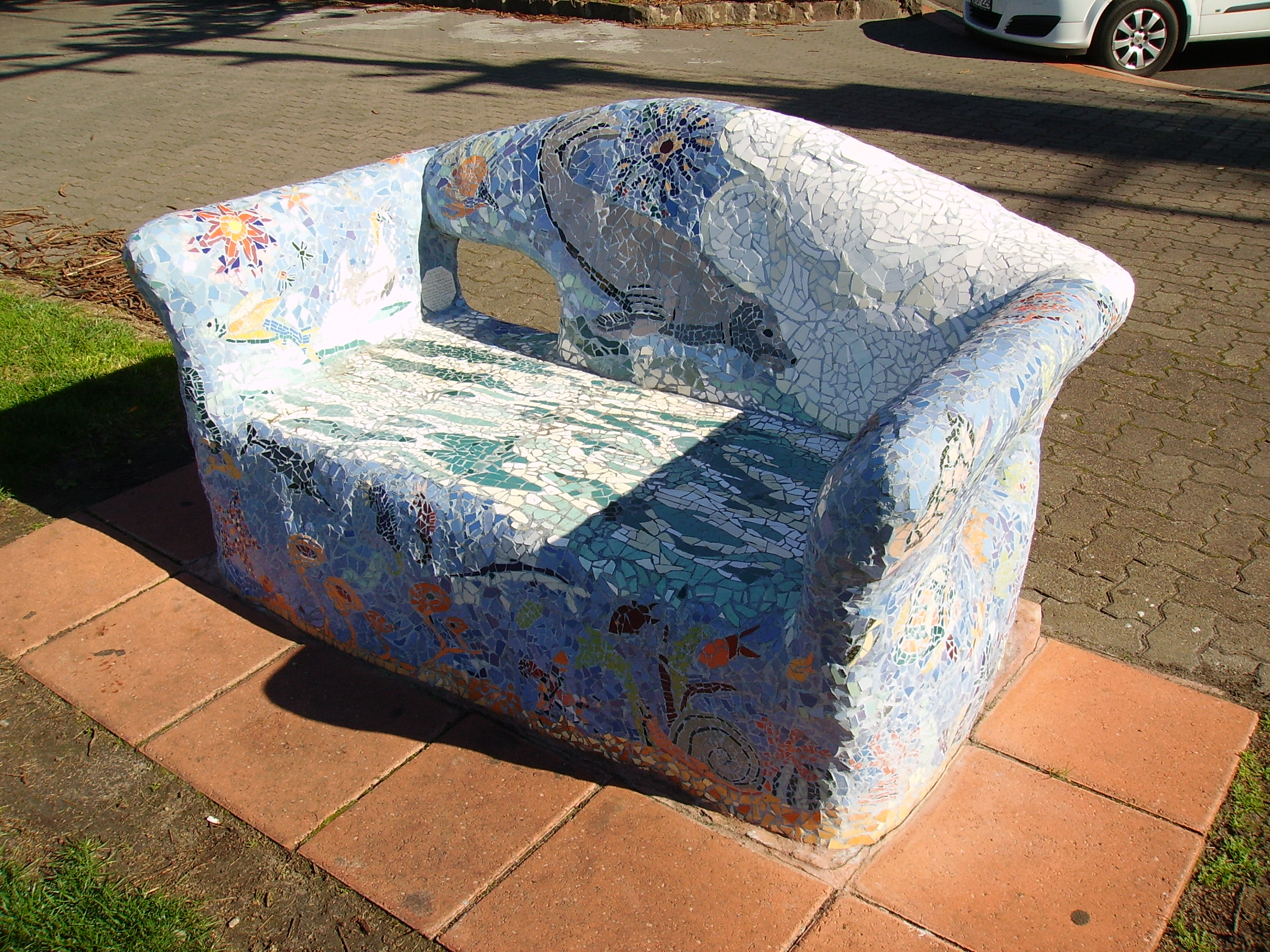
Trabalho artístico em mosaico apoiado pelos programas de arte comunitários.

Portland possui uma diversidade cultural vibrante, com muitos artistas dos mais variados segmentos, muitos deles sob o apoio da CEMA Inc. (Council for Encouragement of Music and the Arts, "Conselho para o Encorajamento da Música e das Artes") ou a associada The Arts Company. O Centro de Arte de Portland, na esquina das ruas Glenelg e Bentinck, possui galeria e teatro, onde performances variadas são realizadas com regularidade.

### Esporte
A cidade possui um time de futebol australiano competindo na Liga Hampden, tendo ganhado alguns campeonatos. Portland também possui um time de futebol, os Portland Panthers, que jogam a maioria de suas partidas contra o Mount Gambier Sides. Os golfistas jogam no campo do Portland Golf Club na Rua Madeira Packet.

## Clima
O clima de Portland é o mediterrâneo (Csb na classificação climática de Köppen)
| Dados climatológicos para Portland, Vitória | Dados climatológicos para Portland, Vitória | Dados climatológicos para Portland, Vitória | Dados climatológicos para Portland, Vitória | Dados climatológicos para Portland, Vitória | Dados climatológicos para Portland, Vitória | Dados climatológicos para Portland, Vitória | Dados climatológicos para Portland, Vitória | Dados climatológicos para Portland, Vitória | Dados climatológicos para Portland, Vitória | Dados climatológicos para Portland, Vitória | Dados climatológicos para Portland, Vitória | Dados climatológicos para Portland, Vitória | Dados climatológicos para Portland, Vitória |
| Mês                                         | Jan                                         | Fev                                         | Mar                                         | Abr                                         | Mai                                         | Jun                                         | Jul                                         | Ago                                         | Set                                         | Out                                         | Nov                                         | Dez                                         | Ano                                         |
| ------------------------------------------- | ------------------------------------------- | ------------------------------------------- | ------------------------------------------- | ------------------------------------------- | ------------------------------------------- | ------------------------------------------- | ------------------------------------------- | ------------------------------------------- | ------------------------------------------- | ------------------------------------------- | ------------------------------------------- | ------------------------------------------- | ------------------------------------------- |
| Temperatura máxima recorde (°C)             | 42,3                                        | 40,6                                        | 40,9                                        | 33,9                                        | 27,8                                        | 20,8                                        | 21,1                                        | 24,4                                        | 28,3                                        | 36,0                                        | 38,9                                        | 41,7                                        | 42,3                                        |
| Temperatura máxima média (°C)               | 21,8                                        | 21,9                                        | 20,7                                        | 18,4                                        | 16,1                                        | 14,1                                        | 13,6                                        | 14,4                                        | 15,8                                        | 17,3                                        | 18,8                                        | 20,5                                        | 17,8                                        |
| Temperatura mínima média (°C)               | 12,7                                        | 13,1                                        | 12,0                                        | 10,3                                        | 8,7                                         | 7,5                                         | 6,5                                         | 6,9                                         | 7,8                                         | 8,9                                         | 10,3                                        | 11,6                                        | 9,7                                         |
| Temperatura mínima recorde (°C)             | 4,4                                         | 3,3                                         | 2,0                                         | 1,1                                         | −0,6                                        | −2,2                                        | −2,8                                        | −1,7                                        | −0,3                                        | 0,6                                         | 2,2                                         | 3,3                                         | −2,8                                        |
| Precipitação (mm)                           | 35,5                                        | 32,7                                        | 42,4                                        | 64,1                                        | 88,2                                        | 99,6                                        | 108,6                                       | 107,4                                       | 85,2                                        | 68,6                                        | 52,0                                        | 45,2                                        | 827,1                                       |
| Dias com precipitação                       | 8,6                                         | 7,8                                         | 11,3                                        | 14,6                                        | 18,4                                        | 19,5                                        | 21,0                                        | 20,9                                        | 18,3                                        | 15,9                                        | 12,6                                        | 10,9                                        | 179,8                                       |
| Fonte: 16 de agosto de 2015                 |                                             |                                             |                                             |                                             |                                             |                                             |                                             |                                             |                                             |                                             |                                             |                                             |                                             |